# 蒙塔納市鎮

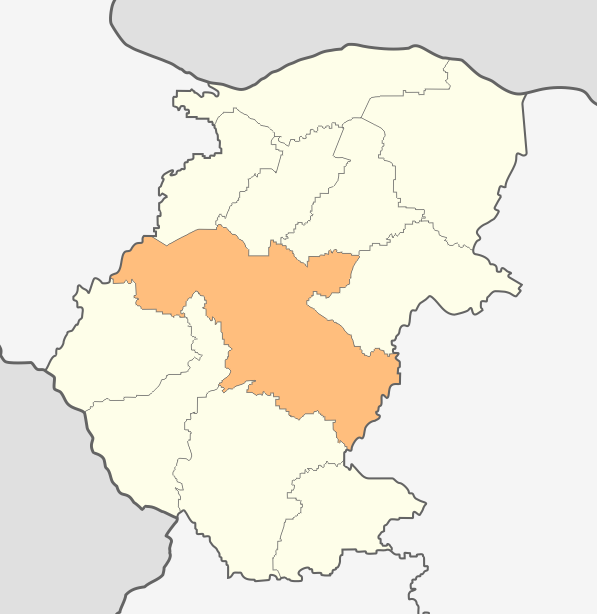

蒙塔納市，是保加利亞的城鎮，位於該國西北部，由蒙塔納州負責管轄，首府設於蒙塔納，面積676平方公里，2011年人口53,856，人口密度每平方公里79.70人。
43°25′N 23°14′E / 43.417°N 23.233°E